# Freestyle rap
Freestyle là phong cách rap ứng biến không chuẩn bị sẵn lyrics, trong đó lyrics được sử dụng không cần phải có cấu trúc hay chủ đề cụ thể. Nó cũng giống như một số thể loại âm nhạc có yếu tố ứng biến khác, như là jazz, khi một nhạc công trưởng đóng vai trò là người ứng biến, cùng với một ban nhạc hỗ trợ sẽ tạo beat. Freestyles cũng có yếu tố ứng biến như vậy.

## Định nghĩa ban đầu
Trong cuốn sách How to Rap, Big Daddy Kane và Myka 9 lưu ý rằng ban đầu, freestyle là thể loại không có một chủ đề cụ thể – Big Daddy Kane cho rằng, "vào những năm 80, khi chúng ta viết một bài rap freestyle, nghĩa là những vần câu bạn dùng mang phong cách tự do... cơ bản thì nó là những vần câu tự luyến về bản thân". Myka 9 bổ sung, "ngày nay thì freestyle thường được hiểu là những vần câu về bất kỳ điều gì, và những vần câu đó không được viết hay chuẩn bị sẵn". Divine Styler nói: "Thời của tôi, freestyle là những vần câu được viết không có chủ đề... còn bây giờ người ta coi rap freestyle là thứ được nghĩ ra ngay lập tức, nên khá là khác so với trước". Kool Moe Dee cũng đề cập đến định nghĩa ban đầu về freestyle trong cuốn sách của ông, There's A God On The Mic:
Thể loại freestyle là kiểu bạn nghĩ lời ngay lập tức.
Trong old school hip-hop, Kool Moe Dee cho rằng rap ứng biến được còn được gọi là "rap ngay lập tức", và Big Daddy Kane nói rằng, "Rap ứng biến, chúng tôi gọi đó là "off the dome" — khi bạn không viết trước mà nói bất kỳ điều gì nảy ra trong đầu".
Đề cập đến định nghĩa ban đầu (những vần câu được rap không có chủ đề cụ thể và không hề có sự chuẩn bị) Big Daddy Kane nói, "đó mói đúng là freestyle" và Kool Moe Dee cho rằng đó chính xác  là freestyle, và là "old-school freestyle đích thực". Kool Moe Dee gợi ý track 'Men At Work' của  Kool G Rap là một "ví dụ xuất sắc" về freestyle "đích thực", cùng với track "Lyrics of Fury" của Rakim.

## Định nghĩa mới
Từ đầu những năm 1990 đến nay, với sự phổ biến của hình thức rap ứng biến từ các nhóm/các nghệ sỹ như Freestyle Fellowship qua các cuộc thi, "freestyle" trở thành cụm từ được sử dụng rộng rãi cho những lời rap được ứng biến ngay trên sân khấu. Thể loại freestyle này là chủ đề bộ phim tài liệu của Kevin Fitzgerald, Freestyle: The Art of Rhyme, trong đó cụm từ "freestyle" được sử dụng bởi nhiều các nghệ sỹ với nghĩa là rap ứng biến.
Kool Moe Dee cho rằng sự thay đổi trong cách sử dụng cụm từ này là vào đâu đó giữa cho tới cuối những năm 80, "cho tới năm 1986, các bài freestyle đều được viết trước", và "trước những năm 90 thì nó là về việc bạn thể hiện thế nào với những vần câu viết trước không có một chủ đề cụ thể nào, không có mục đích nào khác ngoài việc thể hiện khả năng sử dụng ngôn từ của bản thân".
Myka 9 giải thích rằng Freestyle Fellowship đã góp phần định nghĩa lại cụm từ "freestyle" – "người ta nói tôi đã góp phần - tôi góp phần đưa thế giới tới freestyle, tôi và Freestyle Fellowship, bằng việc sáng lập Freestyle Fellowship và định nghĩa lại freestyle... Chúng tôi đã định nghĩa lại freestyle là loại rap ứng biến, cũng giống như là một bản solo jazz".
Mặc dù thể loại freestyle này ngày nay rất được ưa chuộng, Kool Moe Dee cho rằng trước đây thì không như vậy:
Nhiều nghệ sỹ old-school từng không tôn trọng thể loại bây giờ được gọi là freestyle... Những emcee rap mà không chuẩn bị trước từng không thực sự nhận được sự tôn trọng, vì có quan điểm cho rằng emcees chỉ làm vậy nếu không thể viết. Người gieo vần ứng biến có sẵn lý do để không phải chịu những chỉ trích nặng nề như vậy.

## Freestyle ứng biến ngày nay
Việc nhiều rapper học cách rap qua việc freestyle ứng biến, và bằng cách sử dụng freestyle khi nói chuyện  hoặc chơi gieo vần như một cách tập luyện, được miêu tả trong cuốn  How to Rap. Mục đích vừa là để giải trí, như một hoạt động trị liệu, khám phá ra nhiều cách rap khác nhau, khích lệ bản thân, tăng khả năng hoạt ngôn, hay là như một thú vui tinh thần. Freestyle ứng biến cũng có thể được biểu diễn trực tiếp, như là để chiều lòng đám đông, hay để che đi lỗi biểu diễn. Để chứng tỏ rằng mình đang ứng biến ngay trên sân khấu (thay vì viết trước và nhớ lại), các rapper thường đề cập đến địa điểm hay đồ vật ở ngay lúc đó, rồi dùng chúng để gieo vần.
Freestyle thường được biểu diễn theo phong cách a cappella, hoặc beatboxing (thường thấy trong Freestyle), hoặc trên nhạc nền của một bài hát. Thường thì các rapper biểu diễn freestyle ở một nhóm được gọi là "cypher" (hay "cipher") hoặc như một phần của một trận "freestyle battle". Do sự ứng biến tự nhiên, nhịp và vần trong freestyle được sử dụng một cách thoải mái hơn so với những bản rap thông thường. Nhiều nghệ sỹ freestyle dựa trên hoàn cảnh, cảm nhận của họ ngay lúc đó, tuy nhiên họ cũng chuẩn bị sẵn một vài mẫu vần và câu đề phòng để cho bài rap được mượt mà. Freestyle cũng có thể được dùng như một phương pháp sáng tác album hoặc các bản mix.

## Văn hóa freestyle
Một trận "freestyle battle" là cuộc thi trong đó các rapper thi đấu (chiến đấu) với người khác bằng cách sử dụng những vần câu ứng biến. Đây là một nét đặc trưng trong văn hóa hip hop đương đại, mà tiền thân là những cuộc đấu bằng thơ cách đây hàng thế kỷ. Trong trận đấu, mục tiêu là "diss" (sỉ nhục, xúc phạm) đối thủ bằng câu vần và chơi chữ một cách thông minh, thể hiện khả năng ứng biến của bản thân. Nhiều trận đấu có những hình ảnh ẩn dụ đầy bạo lực góp phần tạo nên không khí thực sự của một "trận chiến". Nếu một rapper sử dụng lyric viết sẵn, chuẩn bị trước trong một trận đấu freestyle sẽ bị coi là đáng xấu hổ và thiếu tự trọng, bởi vì nó thể hiện rapper đó không có khả năng ứng biến, sáng tạo lyric. Khán giả là mấu chốt, vì chủ yếu phần thắng sẽ dựa vào cách khán giả phản ứng với từng rapper. Trong các cuộc tranh tài chính thức, có thể sẽ có ban giám khảo, tuy vậy thì thường rapper nhận được nhiều sự ủng hộ của khán giả cũng sẽ là người thắng cuộc.
Ngày nay, với sự nổi lên của các giải như King of the Dot hay Ultimate Rap League, hầu hết các trận battle, các verse được chuẩn bị và viết trước, kết hợp với một số đoạn được ứng biến. Điều này cho phép các rapper thể hiện được những câu vần và lời diss một cách phức tạp, hiệu quả hơn.
Trong giai đoạn phát triển của hip-hop đầu những năm 80, nhiều rapper đã khẳng định tên tuổi qua các trận freestyle battle. Các trận đấu có thể được tổ chức ở bất cứ đâu: ở góc phố một cách không chính thức, trên sân khấu một buổi concert, ở trường học, hoặc ở một sự kiện dành riêng cho các trận battle (như là Scribble Jam hay the Blaze Battle).
Một cypher hay cipher là một nhóm không chính thức gồm các rapper, beatboxer, và/hoặc breakdancer cùng kết hợp âm nhạc với nhau. Từ này gần đây còn được dùng để chỉ nhóm người xung quanh một trận freestyle battle, bao gồm cả người xem và người theo dõi. Các nhóm này vừa khuyến khích các cuộc so tài, vừa gia tăng sự gắn kết trong cộng đồng rap battle. Cipher được coi là "nơi phá hủy hoặc tạo nên danh tiếng trong cộng đồng hip hop; nếu bạn có thể bước vào cypher và kể câu chuyện của mình, thể hiện được sự khác biệt, bạn sẽ có được sự công nhận". Các tập thể này cũng là tạo ra thông điệp, lan rộng hiểu biết về phong cách hip hop, thông qua truyền bá và cổ vũ cho phong trào battle.